# (5817) Robertfrazer
(5817) Robertfrazer es un asteroide perteneciente a asteroides que cruzan la órbita de Marte descubierto el 5 de septiembre de 1989 por Eleanor F. Helin desde el Observatorio del Monte Palomar, Estados Unidos.

## Designación y nombre
Designado provisionalmente como 1989 RZ. Fue nombrado Robertfrazer en homenaje a Robert E. Frazer, viejo amigo y colega del descubridor, estudió óptica en la Universidad de Rochester. Ha participado y apoyado muchos programas relacionados con el espacio en el Laboratorio de Propulsión a Reacción, que van desde la construcción de antenas espaciales tempranas hasta la creación de un medio para replicar espejos ópticos.

## Características orbitales
Robertfrazer está situado a una distancia media del Sol de 2,407 ua, pudiendo alejarse hasta 3,227 ua y acercarse hasta 1,588 ua. Su excentricidad es 0,340 y la inclinación orbital 21,10 grados. Emplea 1364,60 días en completar una órbita alrededor del Sol.

## Características físicas
La magnitud absoluta de Robertfrazer es 12,8. Tiene 6,497 km de diámetro y su albedo se estima en 0,297. Está asignado al tipo espectral S según la clasificación SMASSII.